# Thierry Manzi
Thierry Manzi est un footballeur rwandais né le 12 juillet 1996 à Kigali au Rwanda. Il évolue au poste de défenseur central à Al-Ahli Tripoli.

## Biographie

### En club
Le 31 janvier 2022, Thierry Manzi s'engage librement aux FAR de Rabat.

### En sélection
Le 28 mai 2016, il reçoit sa première sélection en équipe du Rwanda en entrant en jeu à la 82ème minute à l'occasion d'un match amical face au Sénégal (défaite, 0-2).